# The Seventh Life Path

«The Seventh Life Path» — сьомий студійний альбом норвезького готик-метал-гурту Sirenia. Реліз відбувся 8 травня 2015 року. Останній альбом за участю співачки Айлін. Перший альбом, який вийшов під австрійським лейблом Napalm Records з часів виходу альбому An Elixir for Existence.

## Список композицій
Автор музики і слів Мортен Веланд. 
| #     | Назва                            | Примітки                        | Тривалість |
| ----- | -------------------------------- | ------------------------------- | ---------- |
| 1.    | «Seti»                           | Instrumental with choral vocals | 2:05       |
| 2.    | «Serpent»                        |                                 | 6:31       |
| 3.    | «Once My Light»                  |                                 | 7:21       |
| 4.    | «Elixir» (featuring Joakim Næss) |                                 | 5:45       |
| 5.    | «Sons of the North»              |                                 | 8:16       |
| 6.    | «Earendel»                       |                                 | 6:14       |
| 7.    | «Concealed Disdain»              |                                 | 6:11       |
| 8.    | «Insania»                        |                                 | 6:39       |
| 9.    | «Contemptuous Quietus»           |                                 | 6:29       |
| 10.   | «The Silver Eye»                 |                                 | 7:29       |
| 11.   | «Tragedienne»                    |                                 | 4:54       |
| 67:54 |                                  |                                 |            |

| Бонусні треки обмеженого видання | Бонусні треки обмеженого видання             | Бонусні треки обмеженого видання |
| #                                | Назва                                        | Тривалість                       |
| -------------------------------- | -------------------------------------------- | -------------------------------- |
| 12.                              | «Tragica» (Spanish version of "Tragedienne") | 4:55                             |
| 72:49                            |                                              |                                  |

| Японські бонусні треки | Японські бонусні треки                            | Японські бонусні треки |
| #                      | Назва                                             | Тривалість             |
| ---------------------- | ------------------------------------------------- | ---------------------- |
| 13.                    | «Tragedienne» (Japanese version of "Tragedienne") | 4:53                   |
| 77:42                  |                                                   |                        |

## Учасники запису
- Айлін — жіночий вокал
- Мортен Веланд — гітари, ґроулінг, бас-гітара, клавіші, мандолін, програмування
- Йоакім Неас — чистий чоловічий вокал в треку «Elixir»
- Деміан Шуріен, Матью Ландрі, Еммануель Зольден, Емілі Берну — хор

## Чарти
| Чарт (2015)                     | Місце |
| ------------------------------- | ----- |
| Belgian Albums Chart (Фландрія) | 198   |
| Belgian Albums Chart (Валлонія) | 122   |
| German Albums Chart             | 68    |
| Swiss Albums Chart              | 77    |
| US Billboard Heatseeker Albums  | 18    |